# Jorge Buenfil

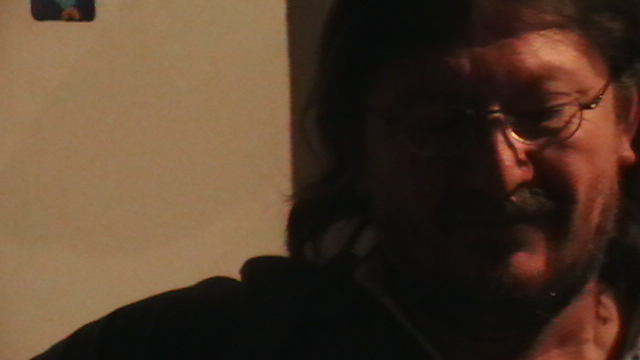
Jorge Buenfil

Jorge Buenfil Ávila es un trovador mexicano nacido el 10 de abril de 1952, en Tekax, Yucatán. Ha recibido a lo largo de sus 37 años de carrera reconocimientos a su trayectoria tanto en su estado natal como a nivel nacional.

## Biografía
En 1980 ganó el primer lugar en el Festival Nacional del Nuevo Bolero Mexicano en el Distrito Federal. En 1987 se develó una placa en el Teatro Ciudadela de la Ciudad de México por haber realizado 200 presentaciones en toda la República de su espectáculo Canciones de Amor, Ayer y Yo. 
En 1999 se le otorgó la Medalla al Mérito Artístico que entrega el Gobierno del Estado de Yucatán a los artistas más destacados de la península; en el 2000 ocupó el primer lugar en el "Festival Juan Acereto". 
En el 2005 participó en el 33 Festival Internacional Cervantino con su espectáculo Trova una vida, espectáculo que posteriormente presentó en el Teatro Juárez de la Ciudad de Guanajuato, dentro del marco del evento Todos al Teatro 2005 y 2007.
- El escritor Rafael Ramírez Heredia ( Premio Juan Rulfo de París 1984, Premio Juan Ruiz de Alarcón 1990, Premio Rafael Bernal a la mejor novela policíaca 1993), opina en un artículo de la revista Siempre #2448: "...y Buenfil armó la de Dios padre, nos llevó de la mano por las antiguas trovas, por sus mismas creaciones, por los danzones que como sonido mágico atascaban el bar y las calles y la noche y las bugambilias y los árboles de Mérida, del Mayab, del sur de un país que grita de talento y que lo encierra ante su propio centralismo. Ah, como hace falta esa clase de artistas en un país cuyos valores musicales han sido trastocados, que la gente como Buenfil tiene que regresar a sus bellas lejanías para hacer brillar esa música que es del Mayab y de todos nosotros".

- Oscar Chávez escribe: "Jorge compone con todas las de la ley, aparte de servir como vínculo importante entre la vieja trova de Yucatán y la nueva trova, o nueva canción, o como quiera llamársele. Todo lo nuevo que nos propone, además de ser muy original, está impregnado de ese sabor añejo que nos legaron Guty Cárdenas, Palmerín, Ermilo Padrón, Pastor Cervera y tantos otros".

- El poeta y cineasta Fernando Espejo Méndez escribe: "Jorge Buenfil ha dedicado la mitad de su vida, -porque por ahí viene la otra mitad- a esto. Él es el heredero, así me gusta pensar en él. La trova yucateca –esa tan famosa y tan romántica tiene en el talento, en la voz y las finas maneras de Jorge Buenfil, en su guitarra, -en la de su grupo de genios- otros cien años de eternidad. Como no. Fácil".

- Alfredo Zitarrosa, compositor Uruguayo escribe en el periódico Excélsior en un artículo llamado el "Oficio del Cantor": "Jorge reúne, resumiéndolas, todas las condiciones que hacen a un creador popular (que no sólo es un buen músico). Su gran sentido del ritmo, excelente afinación y una técnica de factura personal suficiente por ahora para él, lo capacitan para abordar casi cualquier repertorio".

## Participación en Televisión
- Buenos días. Conductor: Luis Carbajo. Canal 7-Imevisión.
- Música y algo más. Conductor: Sergio Romano. Canal 13-Imevisión.
- Entre amigos. Conductor: Alejandro Aura. Canal 7-Imevisión.
- La almohada. Conductor: Germán Dehesa. Canal 7-Imevisión.
- Sin compromisos. Conductor: Nacho Méndez. Canal 13-Imevisión.
- Tienda y trastienda. Conductores: Víctor Trujillo y Ausencio Cruz. Canal 7-Imevisión.
- Especial de fin de año programa dedicado a los mejores espectáculos que se presentaron durante 1988 en diferentes teatros del Distrito Federal. Participan: Amaury Pérez, Tania Libertad, Pablo Milanés, Mercedes  Sosa, Eugenia León, Joan Manuel Serrat, Silvio Rodríguez y Jorge Buenfil. Canal 13-Imevisión.
- Eso y más. Programa especial biográfico. Canal 13-Imevisión.
- Para gente grande Conductor: Ricardo Rocha. Canal 2-Televisa.
- Hoy mismo Conductor: Guillermo Ochoa. Canal 2-Televisa.
- Eco Conductora: Adela Micha. Canal 2-Televisa.
- Eco Conductor: Ricardo Rocha. Canal 2-Televisa.
- Noche a noche Conductora: Verónica  Castro. Canal 2-Televisa.
- Picante Conductora: María Conchita Alonso. Canal 13-Televisión Azteca.
- En vivo Conductor:  Ricardo Rocha. Especial con: Ana Belén, Víctor Manuel, Alberto Cortez, Joan Manuel Serrat, Joaquín Sabina, Caetano Veloso, Eugenia León, y Jorge Buenfil. Canal 2-Televisa.
- El estudio de Manzanero Conductor: Armando Manzanero.Canal 22.
- Animal Nocturno. Con Ricardo Rocha y Patricia Llaca. 2007
- Foro Once. Canal 11. 28 de febrero de 2009.
- Tocando Tierra.  Con Eugenia León. 2009.

## Participación en Cine
- Música original para la película Norteamericana Modern Rhapsody, 1997. Dirigida por Elly Friedman. Producida por Elly Friedman, Rubén Galindo y Tom Garret.

## Como arreglista
- Yo no canto por cantar. Con el cantante hispano-marroquí, Pedro Ávila.
- Los niños de Quintana Roo. Con Margarita Robleda.
- Cantos de la guerra civil Española. Con Óscar Chávez.
- Chiapas. Con Óscar Chávez.
- Oscar Chávez Auditorio Nacional. 2003.
- Trova Yucateca. Con Óscar Chávez.
- Del Son jarocho a la Trova yucateca. Con Óscar Chávez.
- Matamba. Con Armando Chacha.
- Canto para dos amantes. Con Maricarmen Pérez.

Huérfanos del alba. Con Óscar Chávez y Pancho Madrigal.

## Como guitarrista
- Textos Políticos. Con Alfredo Zitarrosa.
- Volveremos. Con Alfredo Zitarrosa.

## Como compositor e intérprete
- La resistencia popular, canciones de la revolución de Independencia. Para la Universidad Nacional Autónoma de México.[2]
- Así cantan y juegan en el Mayab y  Cuentos y Leyendas Mayas para niños. Para el CONAFE.
- Jorge Buenfil. Para discos Pentagrama.[3]
- Corazón de guitarra. Para discos Pentagrama.[4]
- DanSoñando. Para discos MGS.
- Jorge Buenfil en vivo. Grabado en Guadalajara Jalisco.

## Premios y reconocimientos
- FONCA. Sistema Nacional de Creadores de Arte. 2017-2019.
- Medalla Pastor Cervera, 2015.
- Primera edición de la Medalla Ricardo Palmerín, 2014.
- Primer lugar en el  Primer Festival del Nuevo Bolero Mexicano. Organizado a escala nacional por Imevisión Canal 13.
- Primer lugar en el  Festival de Trova Juan Acereto. Organizado por el Instituto de Cultura de Yucatán.
- Reconocimiento de ISSSTECULTURA por haber cumplido 200 representaciones con su espectáculo musical de trova Yucateca: "Canciones de amor ayer y Yo".
- Placa que se develó en el Teatro Ciudadela de la Ciudad de México. 12 de octubre de 1987.
- Recibió la medalla al Mérito Artístico que otorga el Gobierno del Estado de Yucatán a los artistas más destacados de la entidad.
- Becario del FONCA 2006 y 2009 Músicos Tradicionales.

```
Medalla Guty Cárdenas,
```

Becario del FONCA. Sistema Nacional de Creadores de Arte 2023-2025